# Секвоја (Оклахома)
Секвоја (енгл. Sequoyah) насељено је место без административног статуса у америчкој савезној држави Оклахома.

## Демографија
По попису из 2010. године број становника је 698, што је 27 (4,0%) становника више него 2000. године.
| Група             | 2000.       | 2010.       |
| Белци             | 523 (77,9%) | 542 (77,7%) |
| Афроамериканци    | 1 (0,1%)    | 0 (0,0%)    |
| Азијати           | 0 (0,0%)    | 8 (1,1%)    |
| Хиспаноамериканци | 12 (1,8%)   | 13 (1,9%)   |
| Укупно            | 671         | 698         |